# Dolné Srnie
Dolné Srnie es un municipio del distrito de Nové Mesto nad Váhom en la región de Trenčín, Eslovaquia, con una población estimada a final del año 2024 de 984 habitantes.
Se encuentra ubicado al oeste de la región, cerca del río Váh (cuenca hidrográfica del Danubio) y de la frontera con la región de Trnava y la República Checa.

## Demografía
| Año        | 1994 | 2004     | 2014    | 2024    |
| ---------- | ---- | -------- | ------- | ------- |
| Población  | 832  | 928      | 980     | 984     |
| Diferencia |      | +11,53 % | +5,60 % | +0,40 % |

| Año        | 2023 | 2024    |
| ---------- | ---- | ------- |
| Población  | 983  | 984     |
| Diferencia |      | +0,10 % |